# 莫内斯捷当贝勒
莫内斯捷当贝勒（法語：Monestier-d'Ambel，法語發音：[mɔnɛstje dɑ̃bɛl]，意为“昂贝勒的莫内斯捷”）是法国伊泽尔省的一个市镇，属于格勒诺布尔区。

## 地理
莫内斯捷当贝勒（44°46'40"N, 5°55'37"E）面积11.02 平方千米，位于法国奥弗涅-罗讷-阿尔卑斯大区伊泽尔省，该省份为法国东南部内陆省份，北起顺时针与安省、萨瓦省、上阿尔卑斯省、德龙省、阿尔代什省、卢瓦尔省和罗讷省。
与莫内斯捷当贝勒接壤的市镇（或旧市镇、城区）包括：勒格莱济勒、昂贝勒、博凡、佩拉福勒。

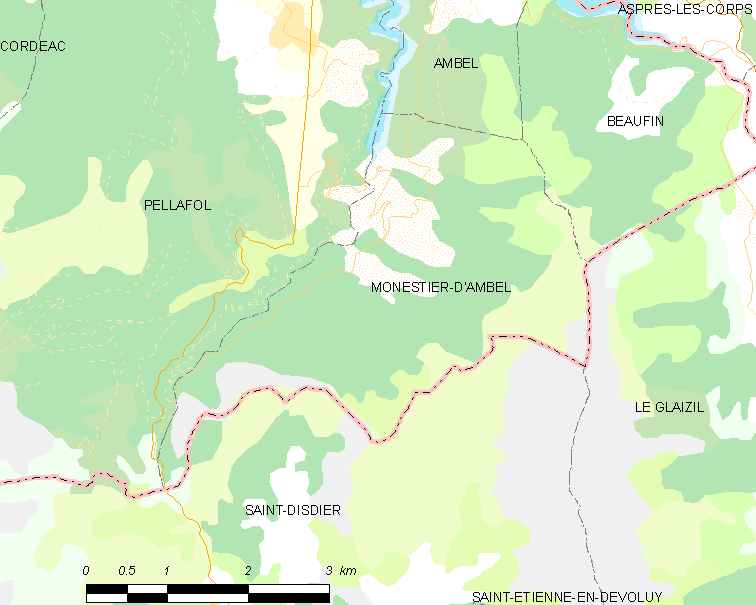
莫内斯捷当贝勒的OSM定位图

莫内斯捷当贝勒的时区为UTC+01:00、UTC+02:00（夏令时）。

## 行政
莫内斯捷当贝勒的邮政编码为38970，INSEE市镇编码为38241。

## 政治
莫内斯捷当贝勒所属的省级选区为马泰西讷-特列沃县。

## 人口

1962-2008年间莫内斯捷当贝勒人口变化图示

莫内斯捷当贝勒于2022年1月1日时的人口数量为14人。